# Rete tranviaria di Edmonton
La rete tranviaria di Edmonton (in inglese conosciuta come Edmonton Light Rail Transit, IPA: [ɛdməntən laɪt reɪl]) è la rete metrotranviaria che serve la città di Edmonton, nella provincia canadese dell'Alberta. La rete è lunga 24,3 km con in totale 18 stazioni, delle quali 6 sono sotterranee. Si compone di due linee, la linea Capitol, inaugurata nel 1978, e la linea Metro, aperta nel 2015. È gestita dalla Edmonton Transit System (ETS).

## La rete
Le due linee Capitol e Metro, condividono gran parte del loro percorso, precisamente tra le stazioni di Century Park e Churchill, per un totale di 10 stazioni in comune.
| Linea         | Percorso                 | Apertura         | Lunghezza | Stazioni |
| ------------- | ------------------------ | ---------------- | --------- | -------- |
| Linea Capitol | Century Park ↔ Clareview | 28 aprile 1978   | 21 km     | 15       |
| Linea Metro   | Century Park ↔ NAIT      | 6 settembre 2015 | 16 km     | 14       |

## Storia
Nel 1962 la società canadese Bechtel Ltd. fu incaricata di sviluppare un progetto per la creazione di un sistema di trasporto pubblico su ferro per la città di Edmonton. I lavori per la realizzazione della prima linea, la linea Capitol, ebbero inizio nel 1974 e il 22 aprile 1978 venne aperta al pubblico la prima sezione, in occasione dei Giochi del Commonwealth 1978. All'epoca la linea aveva una lunghezza di 6,9 km.
Il 26 aprile 1981 venne aperta un'estensione a nord-est di 2,2 km fino alla stazione Clareview. Nel giugno 1983 il tratto sotterraneo fu prolungato di 0,8 km verso le stazioni di Bay e di Corona. Il deposito locomotive di MacDonald Yard per il ricovero e la riparazione dei rotabili, situato tra Belvedere e Clareview, venne invece aperto nel dicembre 1983. La linea venne nuovamente estesa di 800 m fino alla stazione Grandin nel settembre 1989 e il 23 agosto del 1992 fu aperta l'estensione fino alla stazione Università, in parte attraverso un ponte sul fiume North Saskatchewan e in parte attraverso un tunnel. Il 1º gennaio 2006 la linea fu estesa di 0,64 km a sud attraverso l'University Campus fino alla stazione Health Science, posta a livello stradale.
Il 25 aprile 2009 entrarono in funzione le stazioni di McKernan/Belgravia e South Campus situate sull'estensione a sud della linea e, il 24 aprile 2010 aprirono le stazioni di Southgate e Century Park. Le estensioni della linea furono sviluppate quasi interamente in superficie con sottopassi per evitare interferenze con la viabilità ordinaria.
Nel maggio 2008 venne consegnato il primo dei 37 nuovi rotabili Siemens SD-160. Il 6 settembre 2015, venne inaugurata una diramazione di 3,3 km dalla stazione di Churchill a quella di NAIT, con conseguente attivazione della seconda linea della rete, la linea Metro.

## Progetti

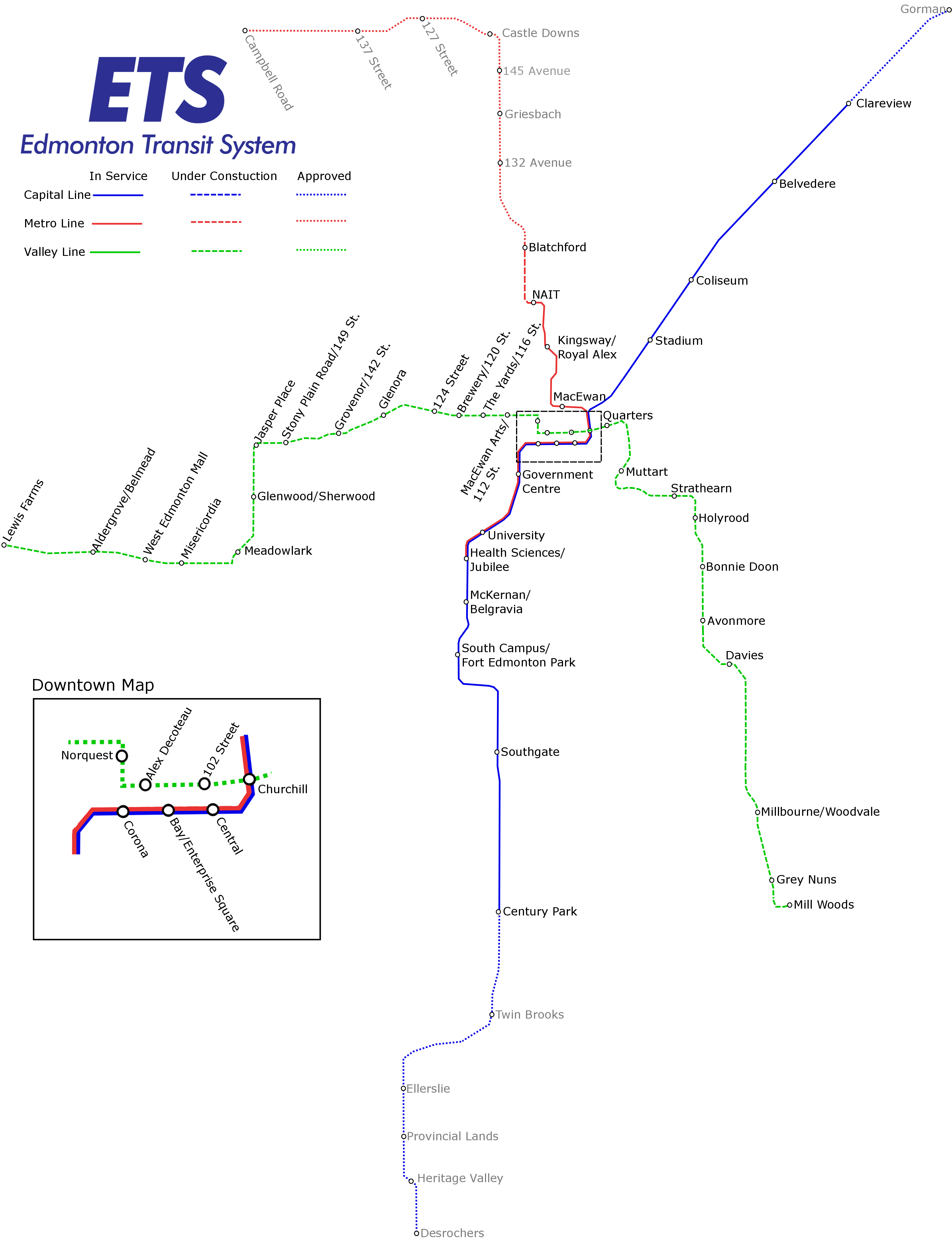
Mappa delle future estensioni.

### Prolungamenti
| Linea         | Percorso                  | Lunghezza | Stazioni | Stato       |
| ------------- | ------------------------- | --------- | -------- | ----------- |
| Linea Capitol | Century Park ↔ Desrochers | -         | 4        | In progetto |
| Linea Capitol | Clareview ↔ Gorman        | 2,9 km    | 1        | In progetto |
| Linea Metro   | NAIT ↔ Campbell Road      | 11 km     | 8        | In progetto |

### Nuove linee
| Linea          | Percorso                 | Lunghezza | Stazioni | Stato          |
| -------------- | ------------------------ | --------- | -------- | -------------- |
| Linea Valley   | 102 Street ↔ Mill Woods  | 13 km     | 11       | In costruzione |
| Linea Valley   | Lewis Farms ↔ 102 Street | 14 km     | 16       | In progetto    |
| Linea Festival | University ↔ Bonnie Doon | -         | -        | In progetto    |